# 渋谷区立富谷小学校
渋谷区立富谷小学校（しぶやくりつ とみがや しょうがっこう）は、東京都渋谷区上原一丁目にある公立小学校。上原一丁目の住宅地に所在する。

## 概要
学校は東に東京都立代々木公園、明治神宮、国立代々木競技場、南に東京大学教養学部、東京大学先端科学技術研究センター、駒場野公園と、都内でありながら緑の多い学習環境に恵まれた地域である。主要な交通は小田急小田原線の代々木八幡駅と東京メトロ千代田線の代々木公園駅が東側にあり、恵まれた環境と交通の便の良い住宅地域にある。敷地と校舎は東側の隣地の外は公道に面し、南側に正門がある。

## 沿革
経緯
富谷小学校は、1931年（昭和6年）4月1日、東京府豊多摩郡代々幡町立富谷尋常小学校として設立された。
年表
- 1931年（昭和6年）4月1日 - 東京府豊多摩郡代々幡町立富谷尋常小学校として開校した。
- 1932年（昭和7年）10月1日 - 東京市編入と共に東京府東京市富谷尋常小学校と名称変更した。
- 1943年（昭和18年）7月1日 - 都制施行により東京都富谷国民学校と名称変更した。
- 1944年（昭和19年）8月20日 - 第二次世界大戦により学童職員が静岡県、富山県、青森県に集団疎開した。
- 1945年（昭和20年）5月25日 - 大空襲により校舎が全焼した。
- 1927年（昭和22年）4月1日 - 文部省令により東京都渋谷区立富谷小学校と名称変更した。
- 1974年（昭和49年）11月15日 - 第25回全国放送教育研究を発表した。
- 1982年（昭和57年）10月6日 - 渋谷区研究奨励校（算数科）の研究発表した。
- 1983年（昭和58年）10月17日 - 渋谷区研究奨励校（社会科）の研究発表した。
- 1984年（昭和59年）11月16日 - 渋谷区研究奨励校（創造）の研究発表をした。
- 2002年（平成14年）2月7日 - 渋谷区研究奨励校（生活科）の研究発表した。
- 2007年（平成19年）11月13日 - 渋谷区研究奨励校（算数、国語、理科）の研究発表した。
- 2009年（平成21年）4月1日 - 渋谷区研究奨励校（国語教育）の研究発表した。
- 2011年（平成23年）12月9日 - 渋谷区研究推進校（国語）の研究発表した。

### 建て替え計画
渋谷区は2022年（令和4年）、教育目標や長寿命化計画を踏まえ、「未来の学校のコンセプト」と「新しい学校施設整備に当たっての考え方」の概要をまとめ、「渋谷区新しい学校づくり整備方針（2023年3月）、渋谷区立小学校と中学校の建て替えロードマップ」を発表した。
- 工事期間（解体1年、建築2年） - 2038年度（令和20年）〜 2040年度（令和22年）

小学校の児童数と教員数
| 年度     | 児童総数 | 1年生 | 2年生 | 3年生 | 4年生 | 5年生 | 6年生 | 教員数 | 職員数 |
| -------- | -------- | ----- | ----- | ----- | ----- | ----- | ----- | ------ | ------ |
| 平成23年 | 353人    | 64人  | 57人  | 66人  | 63人  | 56人  | 47人  | 22人   | 9人    |
| 平成24年 | 363人    | 67人  | 63人  | 60人  | 63人  | 57人  | 53人  | 24人   | 10人   |
| 平成25年 | 367人    | 66人  | 61人  | 60人  | 60人  | 63人  | 57人  | 24人   | 9人    |
| 平成26年 | 382人    | 65人  | 67人  | 67人  | 61人  | 63人  | 59人  | 23人   | 7人    |
| 平成27年 | 392人    | 73人  | 64人  | 66人  | 68人  | 59人  | 62人  | 22人   | 8人    |
| 平成28年 | 407人    | 70人  | 75人  | 66人  | 67人  | 70人  | 59人  | 23人   | 8人    |
| 平成29年 | 444人    | 98人  | 73人  | 74人  | 66人  | 66人  | 67人  | 26人   | 9人    |
| 平成30年 | 451人    | 80人  | 97人  | 73人  | 71人  | 66人  | 64人  | 25人   | 5人    |
| 令和元年 | 470人    | 84人  | 79人  | 96人  | 71人  | 73人  | 67人  | 25人   | 4人    |
| 令和2年  | 507人    | 100人 | 84人  | 77人  | 99人  | 73人  | 74人  | 24人   | 4人    |
| 令和3年  | 530人    | 101人 | 94人  | 84人  | 74人  | 101人 | 76人  | 25人   | 4人    |
| 令和4年  | 566人    | 115人 | 98人  | 93人  | 85人  | 78人  | 97人  | 29人   | 5人    |
| 令和5年  | 567人    | 115人 | 112人 | 93人  | 89人  | 78人  | 80人  | 30人   | 2人    |

## 通学区域
子供が通学する学校は、住所により指定されている、また、2004年（平成16年）から学校選択希望制を導入しており、入学を希望する学校を選べる。学校選択希望制は、現行の通学区域を維持したうえで、通学区域外の学校を希望することが出来る制度で、特色のある学校づくりや地域に開かれた学校づくりを推進し、区民から選ばれる学校づくり等を図る。
住所別通学区域
| 上原一丁目         | 富谷一丁目 | 富谷二丁目                    | 神山町        | 元代々木町 | 代々木五丁目                  |
| ------------------ | ---------- | ----------------------------- | ------------- | ---------- | ----------------------------- |
| 1 - 5番、41 - 47番 | 全域       | 1 - 9番、12 - 21番 44番、45番 | 1 - 3番、43番 | 全域       | 1 - 12番、37 - 41番 61 - 67番 |

通学区域では調整区域を設けている、通学の距離等を考慮し保護者の申請により指定校の変更が出来る区域。
調整区域
| 希望校     | 指定校     | 町丁名                           | 番                                           |
| ---------- | ---------- | -------------------------------- | -------------------------------------------- |
| 富谷小学校 | 上原小学校 | 上原一丁目 上原二丁目 富谷二丁目 | 6 - 20番、36 - 40番 1番 10 - 11番、29 - 43番 |

## 進学先中学校
住所別通学区域
| 上原中学校 | 松濤中学校     |
| --- | -------------- |
| 上原一丁目 - 三丁目全域 富ヶ谷一丁目 - 二丁目全域 神山町1 - 3番、43番 元代々木五丁目1 - 12番、37 - 41番、61 - 67番 | 神山町4 - 42番 |

## 交通
鉄道
- 小田急線小田急線 - 代々木八幡駅から徒歩約3分。
- 東京メトロ千代田線 - 代々木公園駅から徒歩約5分。

## ギャラリー
- 南側公道から正門を見る（2015年2月撮影）
- 南側公道から校庭と校舎を見る（2015年2月撮影）
- 同左、（2015年2月撮影）
- 同左、（2015年2月撮影）